# Kara (region)
9°36′N 0°54′Ø / 9.600°N 0.900°Ø
 Denne artikel omhandler Kara. Opslagsordet har også en anden betydning, se Kara (flertydig).
Kara er en af Togos 5 regioner. Byen Kara er administrationscenter i regionen. Andre større byer er Bafilo, Bassar og Niamtougou. Regionen grænser mod nord til Savanes, mod syd til regionen Centrale, mod vest til Ghana og mod øst til Benin.
Togos tidligere diktator Gnassingbé Eyadéma (1937-2005) er født i Kara.
- Wikimedia Commons har flere filer relateret til Kara (region)